# 舍菲耶
36°36′40″N 8°02′20″E / 36.61111°N 8.03889°E
舍菲耶（阿拉伯语：‎），是阿爾及利亞的城鎮，位於該國東北部塔里夫省，由布特勒賈區負責管轄，面積192平方公里，海拔高度337米，2008年人口8,195，人口密度每平方公里43人。